# Diego Valdés
Diego Alfonso Valdés Contreras (Santiago, 30 de janeiro de 1994) é um futebolista chileno que atua como meia-atacante e atualmente defende o Vélez Sarsfield. 

## Carreira

### Audax Italiano
Fez sua estreia profissional em 2012, em uma partida contra a Universidad Católica para a Primera División chilena. Em sua primeira temporada, o jovem jogador fizera 5 partidas[carece de fontes?]
O chileno continuou participando dos jogos de sua equipe, ganhando mais destaque a partir da temporada 2013-14, quando marcou seus 5 primeiros gols e terminou a temporada com 32 partidas jogadas.[carece de fontes?]
Após ser convocado pela primeira vez para Seleção Chilena em 2015, o jogador continuou a fazer boas performances na equipe chilena e chamou a atenção do futebol mexicano em 2016.

### Monarcas Morelia
Juntou-se a Monarcas Morelia deixando o Audax Italiano em 14 de junho de 2016 com um movimento de 2 milhões de dólares. Valdés fez sua estreia em 15 de julho de 2016 contra o Club Tijuana perdendo por 2-0.
Pelo time mexicano, Valdés permaneceu com suas temporadas regulares, sendo uma das principais figuras do elenco norte-americano. Na equipe, o jogador voltou a ser convocado à sua seleção após 3 anos de ausência.
Suas boas atuações na Liga MX fizeram com que o Santos Laguna se interessasse por seu futebol e o comprasse em dezembro de 2018.

### Santos Laguna
O jogador chegou no Santos Laguna no final de 2018 e só vestiu a camisa oficialmente em janeiro do ano seguinte. O clube havia sido campeão da Clausura da temporada passada.
Apesar do favoritismo da equipe, Valdés não conseguiu garantir nenhum título enquanto estava com a equipe. Todavia, seus jogos importantes, sua categoria em gols de falta fizeram com que o jogador, novamente, recebesse a atenção de equipes norte-americanas.

### América do México
Após ser disputado pelo Monterrey, o chileno optou por assinar com o América do México durante o dezembro de 2021. Pela equipe, o jogador fez suas melhores temporadas, em especial a de 2022-23, quando marcou 13 gols em 44 jogos.[carece de fontes?] Ele tornou-se uma das principais figuras futebolísticas do país, ainda que não conseguisse levantar troféus com a equipe.
Seu destaque foi tanto que Valdés chamou a atenção de equipes Europeias em seu último ano de contrato com o América, pois era um típico camisa 10 que participava de gols e assistências com a mesma frequência,[carece de fontes?] Diego tem também uma boa batida de falta. Em sua passagem pelo México, o craque sul-americano marcou 7 gols de falta até sua renovação em 2023, além de um durante a passagem pelo Chile.
Em 2023, em sua última temporada com o América, o jogador, inicialmente, não estava disposto a renovar com sua equipe, pois recebia várias sondagens de equipes da Europa.. Seu contrato se encerraria na metade de 2024. Todavia, em 30 de agosto de 2023, o time Mexicano conseguiu convencer o camisa 10 a renovar com a equipe até 2026.
O jogador comentou sobre a permanência no time:
| “ | Estou feliz aqui, quero ficar aqui, minha família sabe disso, eles estão tranquilos e se estou feliz é porque a equipe, meus companheiros e as pessoas do clube me avisaram. Vou ficar, vou lutar pelo torneio. | ” |

### Fortaleza
Após 5 temporadas no América do México, Fortaleza Esporte Clube acertou a contratação do meio-atacante, por R$ 19,4 milhões.

## Racismo
Em 10 de setembro de 2018, um dia antes de um amistoso entre o Chile e a Coreia do Sul, Diego fez um gesto racista de inclinar os olhos com as mãos em um evento publicitário de fãs. O gesto racista foi relatado internacionalmente e criou furor na Coreia, resultando em Valdés postando um pedido de desculpas amplamente visto como inadequado. O incidente equiparou ao jogador de futebol colombiano Edwin Cardona, que foi suspenso por cinco jogos pela Fifa em 2017 por um gesto semelhante. 

## Seleção Nacional

#### Chile Sub-20

##### Copa do Mundo Sub-20 de 2013
Diego foi convocado para Copa do Mundo FIFA Sub-20 de 2013. No entanto, o Chile foi eliminado nas quartas de final na prorrogação para Gana. Valdés não entrou em campo na competição.

### Chile
O jogador foi convocado pela primeira vez à Seleção Chilena de Futebol para o amistoso do dia 28 de janeiro de 2015 contra os Estados Unidos na vitória dos sul-americanos por 3-2. Diego atuou por 60 minutos, porém deixou de estar presente nas próximas convocações de Jorge Sampaoli.

#### Qualificações para Copa do Mundo de 2018
Em 2016, o jogador voltou a ser convocado, dessa vez por Juan Antonio Pizzi. Na ocasião, ele esteve disponível para os jogos contra Argentina e Venezuela. No entanto, não entrou em nenhum dos jogos daquelas Eliminatórias.

#### Copa América de 2019
Após ser convocado, por Reinado Rueda,  para diversos amistosos entre o ano de 2018 e 2019, onde até marcou seu primeiro (e único até então) gol com a La Roja, o chileno esteve presente na convocação da Seleção Chilena para disputa da Copa América de 2019. Porém, o jogador não entrou em campo nenhuma vez e viu do banco de reservas sua seleção garantir o 4º lugar na competição.

#### Qualificações para Copa do Mundo de 2022
O chileno voltou a ser convocado para jogos Eliminatórias em outubro de 2020. Contudo, não entrou em campo em nenhuma das duas partidas que esteve disponível e não foi mais chamado pelo treinador Reinaldo Rueda.
Após a saída do treinador colombiano do comando da seleção, o jogador passou a ser lembrado mais vezes pelo técnico Martín Lasarte, que o chamou para todos os jogos de eliminatórias durante o período de 2021 em que ele esteve comandando a seleção.
Em 2022, porém, Diego passou a receber menos oportunidades na seleção (jogou apenas um jogo) e viu a equipe não se classificar para Copa do Mundo de 2022 por não conseguirem pontos o suficiente nas Eliminatórias. Martín foi demitido na sequência.

#### Qualificações para Copa do Mundo de 2026
Com a chegada de Eduardo Berizzo à seleção, Valdés voltou a ter espaço na seleção em amistosos. Ele retornou também a disputar as Eliminatórias na estreia do Chile diante a seleção Uruguaia. No entanto, a equipe Celeste conseguiu derrotá-los por 3-0.

## Títulos
América
- Liga MX: Apertura 2023, Clausura 2024
- Campeón de Campeones: 2024
- Campeones Cup: 2024

### Prêmios individuais
- Seleção da Liga MX: Apertura 2021, Clausura 2022
- Liga MX All-Star: 2021
- Melhor meia-atacante da Liga MX: 2022–23